# Willkommen, ihr herrschenden Götter der Erden
Willkommen, ihr herrschenden Götter der Erden (in tedesco, "Benvenuti, dèi che regnate sulle terre") BWV Anh 13 è una cantata di Johann Sebastian Bach.

## Storia
Pochissimo si sa di questa cantata. Venne composta per festeggiare la visita del re Augusto III e di sua moglie, Maria Giuseppa d'Austria, ed il matrimonio di Maria Amalia di Sassonia con Carlo III di Spagna. Il testo, suddiviso in cinque movimenti, è di Johann Christoph Gottsched. La musica, purtroppo, è andata interamente perduta.